# フォクシーの怪電車
『フォクシーの怪電車』（フォクシーのかいでんしゃ、原題：Smile, Darn Ya, Smile!）は、アメリカの映画会社ワーナー・ブラザースのアニメーション短編映画シリーズ「メリー・メロディーズ」の作品である。公開は1931年9月5日。
「メリー・メロディーズ」の作品としては第2作目となる。

## あらすじ
フォクシー（Foxy）が路面電車を運転しながら、猫で出来たベルを鳴らし、陽気に歌っている。途中で太ったカバの乗客を乗せようとするが、大き過ぎて電車に入らない。仕方なくフォクシーは髪留めでカバの体から空気を抜くが、気分を害したカバは意味不明な言葉を発し、乗車せずどこかに行ってしまう。
気にせず運転を再開したフォクシーは途中でガールフレンドのロキシー（Roxy）を乗せ、互いに丁寧に挨拶をする。上機嫌の二人はまた歌いだし、それにつられたのか電車広告まで騒ぎ出す。順調に路線を進んでいた電車だが、線路上に牝牛がいるので停車を余儀なくされる。ベルなどで抗議するが電車につばを吐かれる始末。それを見ていたホームレス達は歌を歌ってフォクシーを囃し立てる。鍋で煮られていた鶏まで鳴き出すが、ホームレスの一人がおたまで殴り、歌詞をもじった台詞（boil, darn ya, boil!）を浴びせる。業を煮やしたフォクシーは電車で無理矢理、牝牛の下を通り抜ける。
不機嫌そうに去って行った牝牛を見て笑うフォクシーとロキシー、だがその時線路が縦に伸縮し、衝撃でフォクシーが電車から投げ出されてしまう。路線が坂にさしかかった事で急に速度が上がり、助けを求めるロキシー。慌てるフォクシーだが縄と木を見つけ、投げ縄の要領で電車を止めようとするが失敗、自分が電車に引き戻されてしまう。ブレーキをきかし電車を止めようとするが、時すでに遅し、もはやなす術も無くパニックに陥る二人。そして何度かトンネルを通過した後、線路が終わり電車は崖から転落してしまう。
しかし、すべてはラジオから流れる音楽に影響されたフォクシーの夢だった。怒ったフォクシーはベッドの脚を引き千切り、ラジオを殴り倒す。そして笑いだすと画面が暗転し、ルーニー・テューンズ（及びメリー・メロディーズ）のお決まりの台詞「これでおしまい!」（That's all folks!）の変則版「じゃまたな!」（So long, folks!）と言い幕が下りる。

## スタッフ
- 監督：ルドルフ・アイジング（ノンクレジット）
- 作画：フリッツ・フレリング、カーマン・マクスウェル
- 音楽：フランク・マーセルズ、エイブ・ライマン

## 備考
- 「メリー・メロディーズ」の顔として登場したフォクシーは、短編映画としては処女作の『マンドリンを弾いて』と本作、次作の『フォクシーのお巡りさんもう一度』の3本だけと短命に終わった。しかしTV作品『タイニー・トゥーンズ』では、第87話(日本放送は91話)『モノクロタウン（Two-Tone Town）』にてロキシー（Roxy）、グーピー・ギアー（Goopy Geer）と共に映像作品としては約60年ぶりにゲスト出演している。
- 本作はフォクシーの名前が初めて呼ばれた作品である（ガールフレンドのロキシーは『タイニー・トゥーンズ』にて命名された）。
- カバの意味不明の言葉は「Susie heard one of those Atlantic bells! Whataya think?」の逆再生。
- 本作は同じアニメーターが手がけた作品で[1]『トロリー・トラブルズ』のリメイク作品ともいえるものとなっており、牝牛やトンネルのシーンがなどが焼き直されている[2]。
- 劇中歌の「Smile, Darn Ya, Smile!」は別の作品にて何度も使用されている。
  - 『クレイジー・カット』の1932年のアニメーション短編映画『Prosperity Blues』。
  - 1988年の映画『ロジャー・ラビット』のエディがトゥーンタウンに入った時と終盤。
  - TVアニメ『バットマン:ブレイブ&ボールド』の第45話『恐怖のエンペラー・ジョーカー』。
  - クリストフ・ヴァルツがホストであった2013年2月16日の『サタデー・ナイト・ライブ』。
- 1990年には他多数のアニメーション短編映画と同様にカラー化された[3]。

## 映像ソフト化
- 世界アニメーション映画史 第3集 世界アニメーション映画史14 ヒュー・ハーマン&ルドルフ・アイジング（DVD、日本コロムビア）
- Looney Tunes Golden Collection: Volume 6[4]
- Return of the 30s Characters[4]